# Strada statale 36 del Lago di Como e dello Spluga
La strada statale 36 del Lago di Como e dello Spluga (SS 36) è una strada statale italiana che collega Sesto San Giovanni, nell'immediato hinterland milanese, al confine svizzero in corrispondenza del passo dello Spluga, dove prosegue in territorio elvetico come strada principale 567. Il suo percorso, di 149,6 km, si sviluppa esclusivamente in Lombardia, su 5 province. La SS 36, che costituisce la principale via d'accesso alla Valchiavenna, alla Valtellina (tramite la strada statale 38 dello Stelvio) e alla valle Engadina in Svizzera (raggiunta dalla strada statale 37 del Maloja e dalla strada principale 3 in territorio elvetico), è una delle arterie stradali più trafficate del Nord Italia.

## Storia

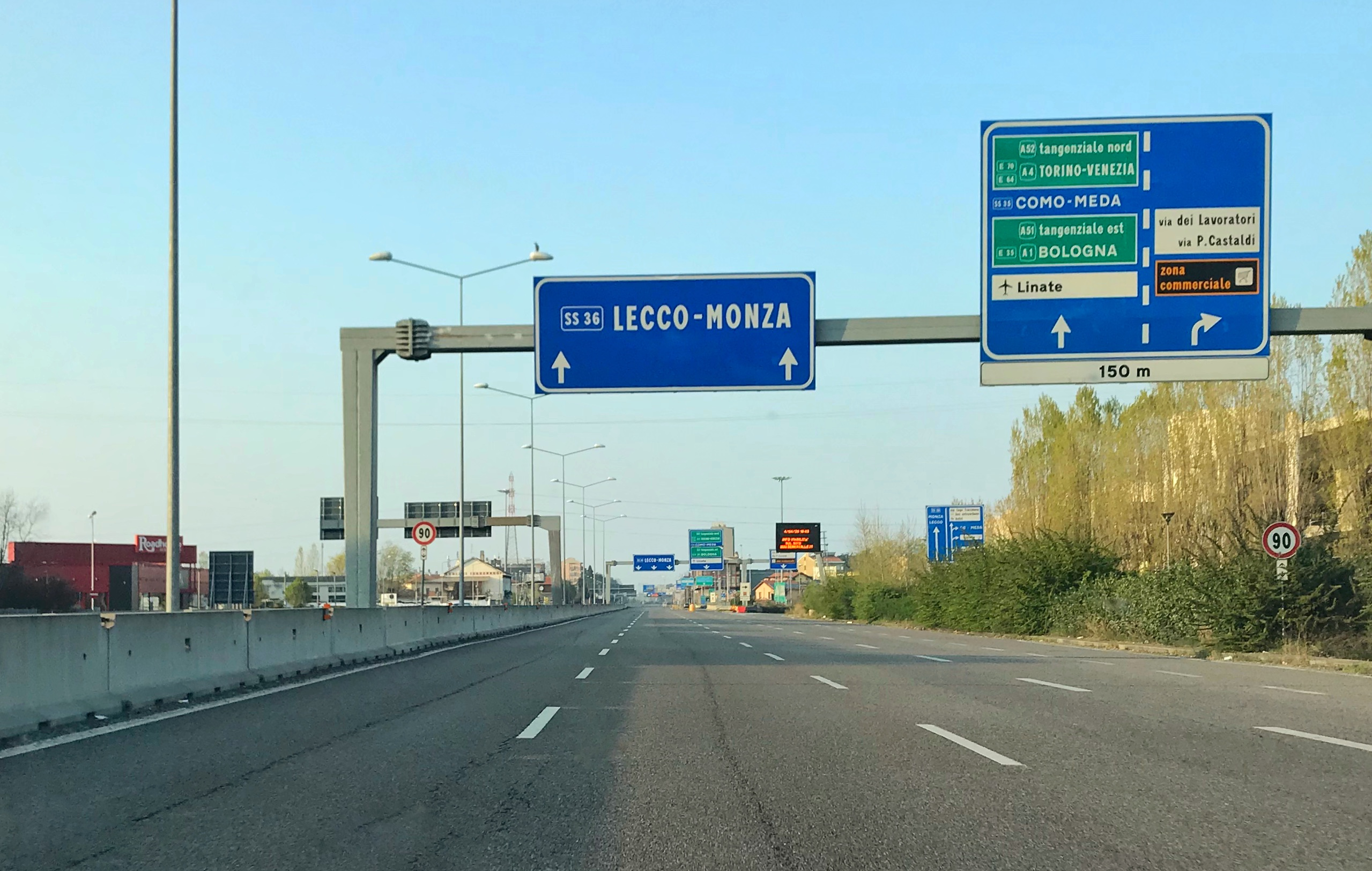
La SS 36 a Cinisello Balsamo insolitamente deserta durante il primo lockdown da Covid-19 nell'aprile 2020.

### Antiche Strade
La Via Spluga fu realizzata dagli antichi Romani alla fine del I secolo a.C. per facilitare la conquista dell'arco alpino e della Rezia, che avvenne tra il 16 a.C. e il 7 a.C. Dalla Valle Spluga iniziava la strada romana detta Via Regina che costeggiava il lato occidentale del Lago fino a Como per poi proseguire verso Milano e Cremona. Nel medioevo questa strada divenne una mulattiera.
Un percorso alternativo per arrivare alla Valle Spluga era raggiungere Bellagio da Milano con la Via Mediolanum-Bellasium, e poi attraversare il lago da Bellagio. Questa strada, in uso anche nel medioevo, è nota come l'antica strada Valassina (poiché passa nella valle Valassina) o come la via di Niguarda. Essa coincide in linea di massima con le attuali strade SP 9 della provincia di Milano e SP 41 della provincia di Como. La Via Valassina viene elencata nel decreto che Maria Teresa d'Austria emanò nel 1777 come strada la cui manutenzione era a carico dello Stato. Il suo percorso nel 1777 si staccava dalla strada Comasina presso l'Osteria della Fontana, l'attuale piazzale Segrino in Milano (prosegueguendo nell'attuale via Lario), superava il Seveso a Niguarda, e poi seguiva per Bresso, Cusano Milanino, Desio, Seregno, Paina, Birone, Giussano, Arosio, Inverigo, Lurago d'Erba, Nobile (frazione di Merone), Longone. Costeggiando il Lago del Segrino seguitava per Asso e Barni. Dopo il colle del Ghisallo scendeva a Civenna e finiva a Bellagio. Nel medioevo per non oltrepassare il Lambro, probabilmente dopo Arosio la strada passava per Cremnago, Fabbrica Durini (ove si poteva svoltare per Como), Alserio e Incino, per poi sempre passare sulle sponde del lago di Segrino.
Prima del 1831 non esisteva alcuna strada carrozzabile che costeggiasse il lago tra Lecco e Colico. I primi rilievi tecnici per realizzarne una furono eseguiti nel 1606, durante il completamento del Forte di Fuentes; a tali rilievi, il governo spagnolo del Ducato di Milano non diede tuttavia alcun seguito. 
Durante la Lombardia Austriaca, secondo il Real Dispaccio del 13 febbraio 1777 la strada provinciale denominata di Monza, che congiungeva Milano con la Valtellina, partiva da Porta Nuova in Milano seguendo il Naviglio della Martesana fino alla Cassina de' Pomm, poi proseguiva verso nord toccando l'osteria di Greco e raggiungeva il Rondò di Sesto San Giovanni passando per l'attuale Via Breda in Milano, e da lì fino a Monza passando da San Rocco (per le attuali vie Paisiello, D'Annunzio e Casati). Passato il Lambro a Monza, la strada proseguiva per Villasanta, Usmate, Osnago, Calco, Airuno, Olginate, Pescate e attraversava l'Adda a Lecco. Da Lecco la strada prendeva la Valsassina per Introbio e seguiva per Taceno, Margno, frazione Giabi di Premana, arrampicandosi fino alla Bocchetta di Trona (m.2093) e servendo anche le miniere della zona (anticamente la strada arrivava alla Bocchetta di Trona partendo direttamente da Introbio attraverso la Val Biandino). Dalla Bocchetta di Trona l'antica strada scendeva nella Valle del Bitto fino a Morbegno in Valtellina.

### Le strade ottocentesche
Come accesso monumentale alla Villa Reale di Monza, nel 1808 venne aperta la larga strada, tuttora esistente, che la raggiunge partendo dalla antica strada per Monza in località Sesto San Giovanni. Tale strada è composta da due rettilinei, il primo lungo tratto unisce il Rondò di Sesto San Giovanni al Rondò dei Pini in Monza, ed è per buona parte percorso dall'attuale SS 36, e il secondo unisce il Rondò dei Pini con la Villa Reale (l'attuale via Cesare Battisti). 
Il governo austriaco del Regno Lombardo-Veneto investì nel creare un sistema stradale moderno, e curò in particolare, anche per motivi militari, i collegamenti con la Valtellina, la quale era il percorso più breve per arrivare direttamente nei territori austriaci oltre il Passo dello Stelvio. Nel 1838 fu aperto il rettilineo di Viale Monza, che congiunge il Rondò di Sesto San Giovanni con Piazzale Loreto in Milano e che divenne la nuova strada principale per Monza nonché il primo tratto della strada militare per Lecco. Per rendere più scorrevole tale strada, il tratto tra Sesto San Giovanni e Monza fu rettificato nel 1839, e nel 1847 fu creato in Monza il Corso Vittorio Emanuele II abbattendo sedici case.
La strada da Lecco a Colico, chiamata strada militare lacuale, fu iniziata nel 1824 e completata nel 1832 superando non poche difficoltà tecniche per l'epoca. I lavori furono eseguiti sotto la supervisione dell'ingegner Carlo Donegani. Costeggiando il lago, questa strada ottocentesca comprendeva otto gallerie per un totale di 1049 m.
La strada carrozzabile da Colico allo Spluga inizia vicino a Colico in località Trivio di Fuentes e passa per Verceia arrivando a Chiavenna. Questo tratto fu aperto nel 1833 e comprendeva due gallerie per un totale di 196 m. La strada da Chiavenna al Passo dello Spluga fu realizzata tra il 1820 e il 1822 anch'essa dall'ingegner Carlo Donegani.. Originariamente la strada dopo Campodolcino arrivava fino al lago d'Isola e da lì saliva a Pianazzo (frazioni di Madesimo). A causa di un'alluvione del Liro nel 1834 che ne distrusse una parte nel fondovalle, fu costruita la rampa che tuttora unisce direttamente Campodolcino con Pianazzo. Con la costruzione del Lago di Montespluga, nel 1930 la strada subì un'altra piccola variante di percorso.

### Strada Statale 36
La strada statale 36 venne istituita nel 1928 con il seguente percorso: Milano - Monza - Lecco - Chiavenna - Spluga - Confine svizzero.
Dapprincipio il tracciato fra Milano e Lecco seguiva un itinerario completamente diverso dall'attuale, rispecchiando in buona parte quello della strada ottocentesca, sebbene la sua origine fosse fissata dal capoluogo come prosecuzione di Viale Monza in ingresso a Sesto San Giovanni, lambendo il Rondò di Sesto prima di procedere lungo Viale Gramsci ed entrare nel territorio comunale di Cinisello Balsamo, quindi a Monza. A Monza la strada si immetteva nella viabilità ordinaria per riprendere il suo cammino in uscita su Via Lecco, dunque toccando i centri di Villasanta, Arcore, Usmate Velate, da qui poi proseguiva verso Merate, Calco, Airuno, Olginate, Pescate, Lecco, ricalcando idealmente l'asse viario conosciuto con il nome di Via Spluga.
Il percorso venne mutato nel 1990, inglobando nella SS 36 la superstrada "Nuova Valassina", costruita nel dopoguerra dalle province di Milano e di Como; in tal modo la SS 36 mutò i capisaldi di itinerario in innesto con la strada statale 527 a Monza - Nibionno - tratto in comune con la strada statale 639 tra Civate e Lecco - Chiavenna - Campodolcino - confine di Stato con la Svizzera al Passo dello Spluga; il tratto abbandonato dalla SS 36 venne declassificato dalla rete delle strade statali e consegnato alle province di Milano e di Como, con l'eccezione dei brevi tratti fra Usmate e Olginate e fra Pescate e Lecco, che rimasero statali, il primo costituendo la nuova SS 342 dir, e il secondo divenendo parte della SS 583.

### Le gallerie

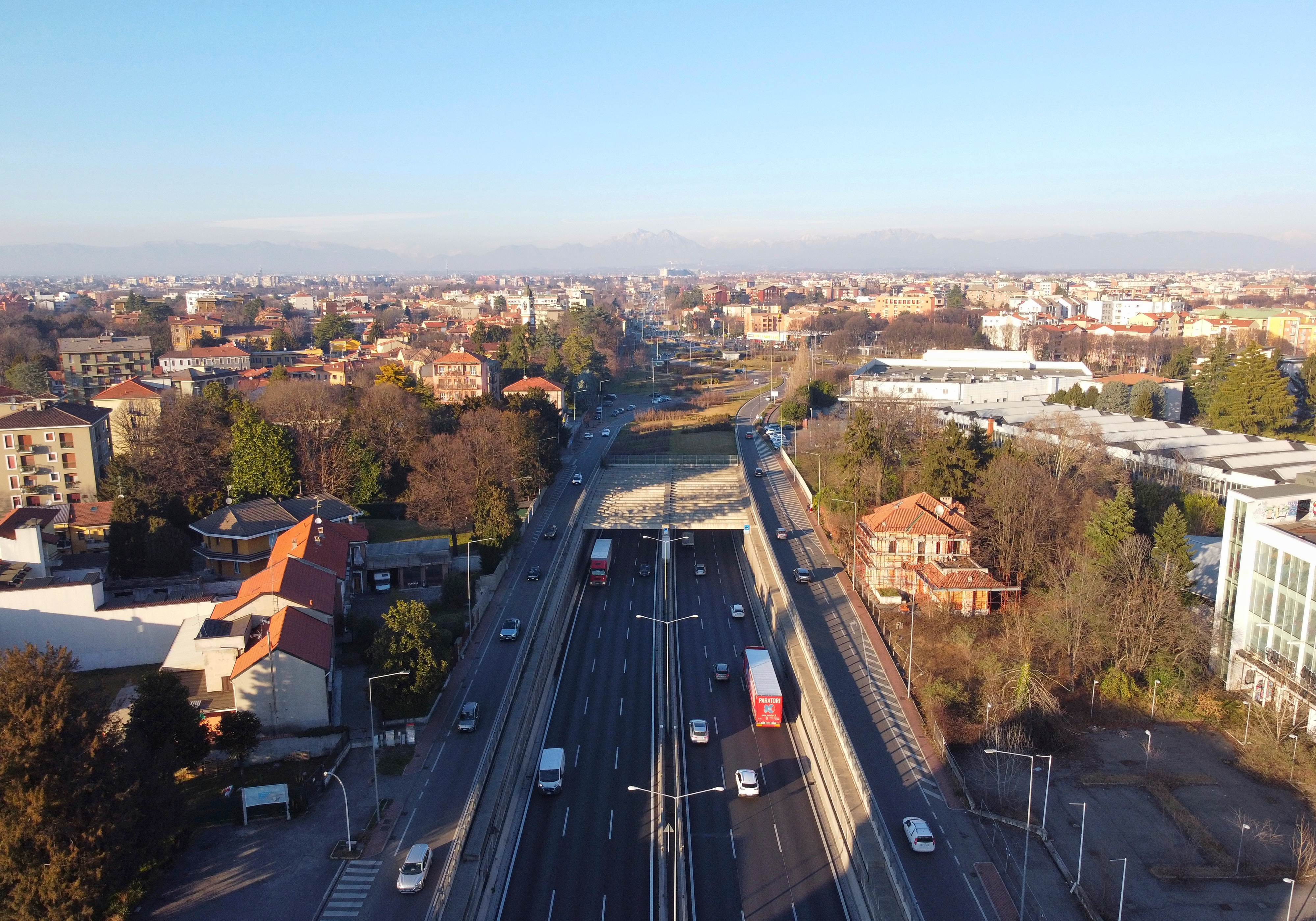
L'ingresso sud della galleria sotto il centro abitato di Monza.

Di particolare rilievo sono stati gli interventi realizzati presso Lecco che hanno portato, dopo anni di attesa, all'inaugurazione il 25 ottobre 1999 di una variante che prolunga il tratto a scorrimento veloce sino a superare la città, mediante il traforo del Monte Barro e la galleria San Martino, che dopo aver attraversato il centro di Lecco passandovi al di sotto, procede all'interno dell'omonima montagna fino all'uscita in superficie. In precedenza, il tracciato da Civate proseguiva costeggiando Valmadrera, Malgrate e, passando per il ponte Kennedy, per l'abitato di Lecco.
Un importante progetto di riqualifica, portato avanti con lo scopo di realizzare un percorso continuo Milano-Colico con caratteristiche superstradali, ha riguardato la complicata situazione viabilistica del nodo di Monza, dove la strada statale 36 era stata provvisoriamente declassificata come SP5. Il tratto era infatti caratterizzato da incroci semaforizzati che causavano un rallentamento del traffico e la formazione di code soprattutto nelle ore di punta dei giorni feriali. È stato ultimato l'intervento di realizzazione da parte dell'ANAS di una galleria urbana lunga 1805 metri, aperta il 3 aprile 2013: si tratta del più lungo tunnel urbano realizzato in Italia, oltre alla realizzazione di nuovi svincoli di collegamento della statale con l'autostrada A4 e la tangenziale nord di Milano. La galleria è dotata di un moderno sistema di filtraggio, utile anche in caso di incendio; l'inaugurazione di questa opera era inizialmente prevista per il 2011, ma ha richiesto tempi più lunghi, soprattutto perché il progetto definitivo prevedeva circa 400 interferenze (tubi, cavi, fognature) contro le 3.300 effettivamente rinvenute e spostate, tra le quali 1 km di tritubo ex-ASST in cemento-amianto. La riqualificazione in superficie comprende un'area verde, progettata dal paesaggista arch. Andreas Kipar, la cui ultimazione è avvenuta nel 2015. I lavori, cominciati a gennaio 2008 con alcune attività propedeutiche, sono stati conclusi nel dicembre 2013. Nel 2015 è stata completata la sistemazione paesaggistica di superficie su progetto dell'architetto Otto Kipar. Il progetto è stato interamente finanziato per 320 milioni di euro da Stato, Regione, Provincia e Comuni di Monza, Cinisello Balsamo e Muggiò, e Alto Lambro Servizi Idrici S.p.A. (oggi Brianzacque S.r.l.), la società che gestisce il depuratore delle acque di Monza e Brianza. La quota relativa alla galleria urbana è stata di 100 milioni di euro.
Nel 2022 il tratto urbano di attraversamento dei comuni di Sesto San Giovanni e Cinisello Balsamo, precedentemente classificato come SP5, è stato inglobato nella SS36.

## Percorso
La strada statale ha origine nel territorio comunale di Sesto San Giovanni nel punto di confine con il comune di Milano, in corrispondenza dell'intersezione con le vie Clerici e Carducci ed è il proseguimento del rettilineo cittadino di 5,6 km che si origina da Piazzale Lagosta a Milano, prendendo le denominazioni di Viale Zara e Viale Fulvio Testi.
Con il suo inizio, la SS 36 assume caratteristiche di strada urbana a scorrimento veloce e, prendendo i nomi di viale Fulvio Testi e viale Brianza, attraversa l'area urbana di Sesto San Giovanni e di Cinisello Balsamo. Sovrappassa poi l'autostrada A4 all'altezza dell'uscita di Sesto San Giovanni - Cinisello Balsamo e poco più avanti la tangenziale nord, assumendo da questo tratto in avanti caratteristiche di superstrada priva di intersezioni a raso e controviali. Entra così nel comune di Monza, dove l'asse viario prende il nome di viale Lombardia. Questa prima tratta, che attraversa una zona completamente urbanizzata, è a doppia carreggiata a tre corsie per senso di marcia e corre in parte all'interno di una galleria urbana a doppia canna di 1805 metri (entrata in esercizio il 3 aprile 2013). Da Monza ha inizio il tratto denominato "Nuova Valassina", superstrada che attraversa tutta la Brianza passando in prossimità di Muggiò, Lissone, Desio, Seregno, Carate Brianza, Verano Brianza e Giussano. 

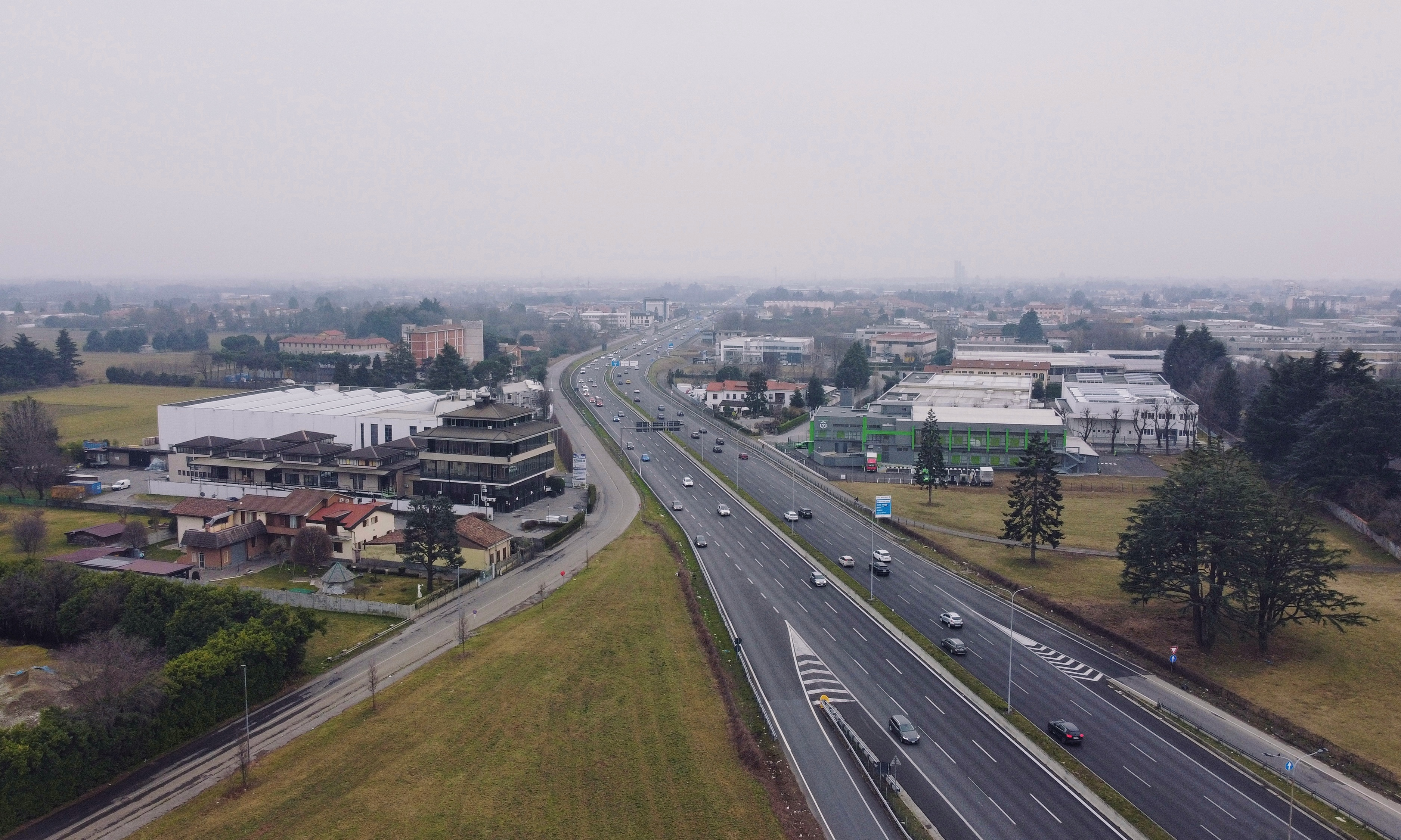
La Statale all'altezza di Carate Brianza.

A partire dallo svincolo di Giussano si verifica una riduzione delle corsie a due per senso di marcia. Gran parte dell'utenza della tratta finora descritta proviene dal bacino erbese. Con tale svincolo, l'asse viario piega a est, dirigendosi verso Lecco, e presenta caratteristiche di minore qualità e sicurezza.

Dopo lo svincolo di Civate il percorso prosegue verso e oltre Lecco con un traforo all'interno del Monte Barro e un tunnel che oltrepassa il centro del capoluogo lariano, il traforo San Martino, entrambi inaugurati nel 1999. Per arrecare il minor disturbo possibile alla città stessa, le due canne della galleria sono state realizzate sovrapposte, caso molto raro in Italia.

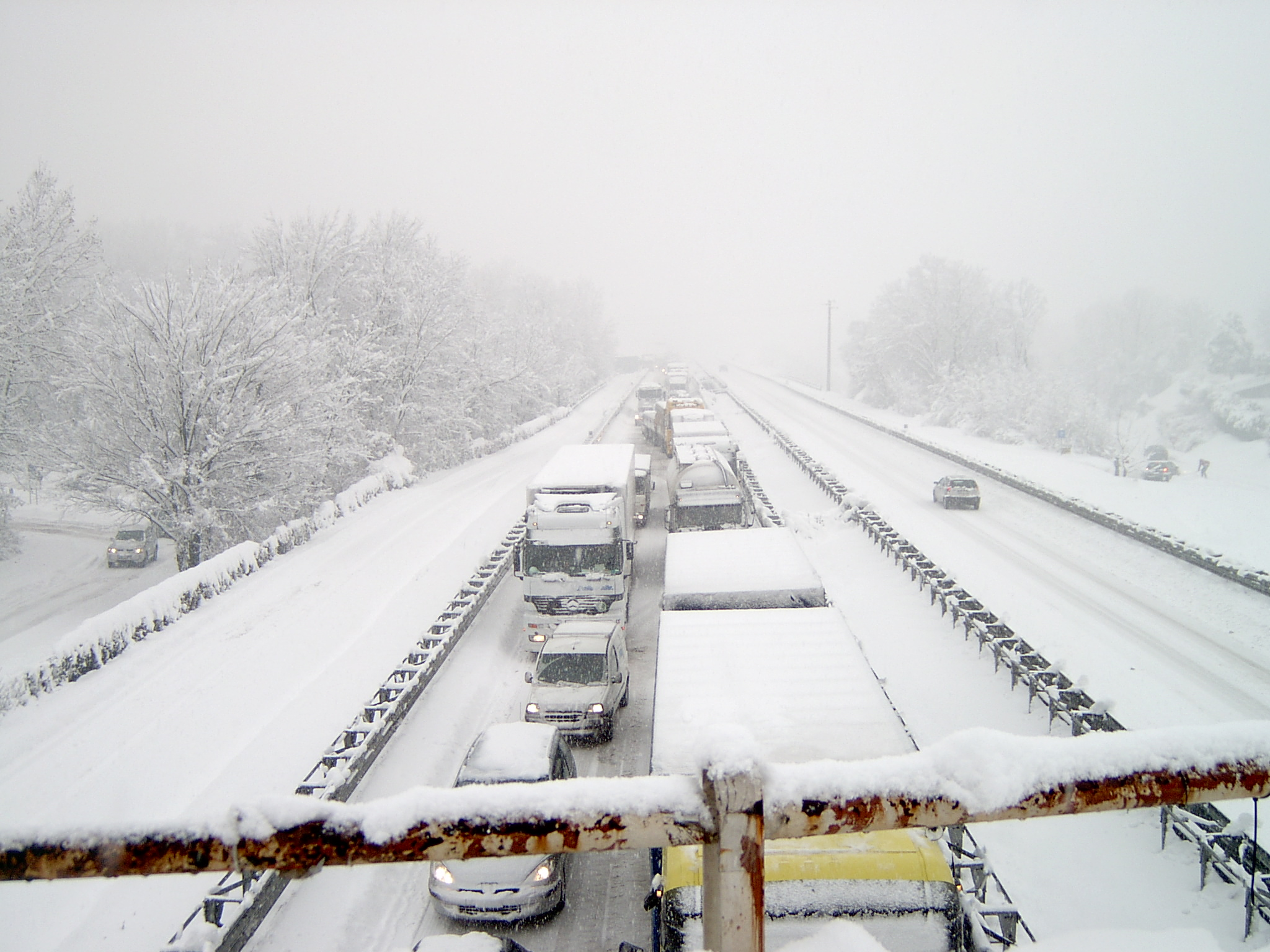
La SS 36 a Nibionno durante una nevicata nel gennaio 2006.

Oltre Lecco la variante sotterranea e il tracciato originario, che passava per il centro della città, si ricongiungono per un breve tratto che corre in riva al lago di Como. Pur restando a carreggiata doppia con due corsie ciascuna, tale tratto è classificato come viabilità ordinaria, dato che non sono presenti strade alternative. Poco prima del centro di Abbadia Lariana riprende le caratteristiche di superstrada, in questo tratto denominata Lecco-Colico, mentre il vecchio tracciato a carreggiata singola (rinominato SP72) costeggia il lago, attraversando tutti i centri costieri.
Raggiunto il punto più a nord del lago di Como, al confine delle province di Lecco, Como e Sondrio nei comuni di Colico, Gera Lario e Piantedo, si sviluppa lo svincolo del Trivio di Fuentes, dove ha inizio la strada statale 38 dello Stelvio che percorre la Valtellina raggiungendo le località di Sondrio, Bormio e Bolzano. La Statale 36 si riduce invece a una singola corsia per senso di marcia e imbocca la Valchiavenna, raggiungendo Chiavenna e proseguendo nel suo ultimo tratto montano che percorre la valle Spluga, vedendo l'altimetria salire progressivamente fino ai 2114 m s.l.m. del Passo dello Spluga, al confine con il cantone elvetico dei Grigioni.

## Tabella percorso
| DEL LAGO DI COMO E DELLO SPLUGA Solo tratto Sesto San Giovanni - Lecco - Colico | |       |      |
| Tipo                                                                            | Indicazione                                                                                         | ↓km↓  | Area |
|                                                                                 | Sesto San Giovanni                                                                                  | 5,6   |      |
|                                                                                 | Cinisello Balsamo                                                                                   | 6,0   |      |
|                                                                                 | Fine tratto urbano                                                                                  | 8,5   | MI   |
|                                                                                 | Cinisello Balsamo                                                                                   | 9,0   | MI   |
|                                                                                 | Torino - Trieste                                                                                    | 9,3   | MI   |
|                                                                                 | via dei Lavoratori / via Castaldi - Zona Commerciale                                                | 9,7   | MI   |
|                                                                                 | Tangenziale Nord di Milano                                                                          | 10,0  | MI   |

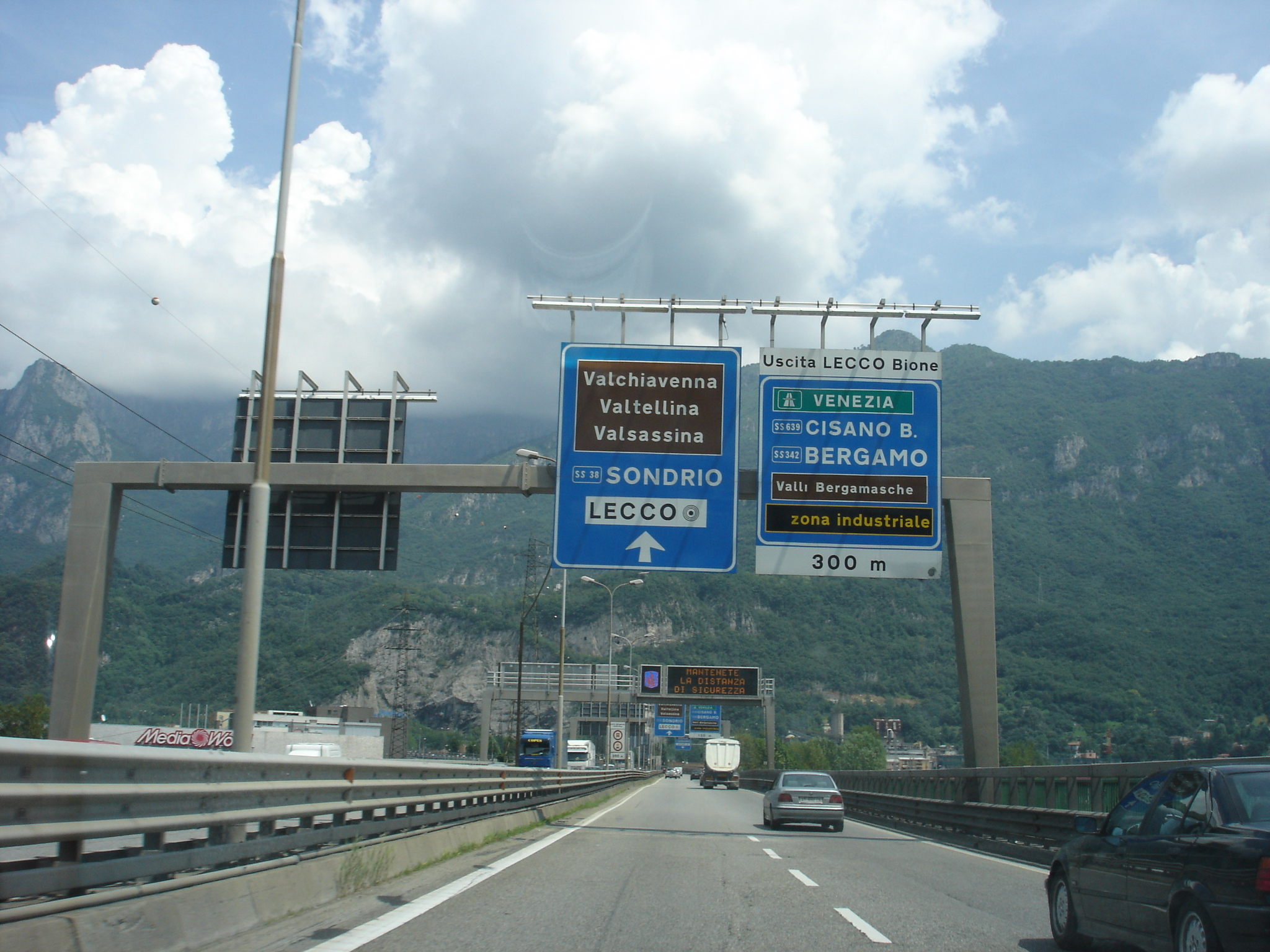
Segnaletica nei pressi dell'uscita Lecco-Bione

|                                                                                 | Monza S. Fruttuoso Uscita in direzione Lecco, entrata in direzione Milano                           | 10,5  | MB   |
|                                                                                 | Monza No entrata in direzione Milano                                                                | 12,5  | MB   |
|                                                                                 | Monza Via Lario Ospedale Villa reale Autodromo                                                      | 13,0  | MB   |
|                                                                                 | Lissone Sud - Monza Viale Elvezia Bustese - Muggiò - Saronno                                        | 14,0  | MB   |
|                                                                                 | Lissone - Muggiò                                                                                    | 14,5  | MB   |
|                                                                                 | Desio Sud - Lissone ovest - SP 9 Nova Milanese                                                      | 15,5  | MB   |
|                                                                                 | Desio - San Giorgio                                                                                 | 17,0  | MB   |
|                                                                                 | Desio Nord - Aliprandi Autostrada Pedemontana Lombarda (in progetto)                                | 18,0  | MB   |
|                                                                                 | Seregno Sud                                                                                         | 19,0  | MB   |
|                                                                                 | Seregno San Salvatore                                                                               | 20,5  | MB   |
|                                                                                 | Seregno Entrata e uscita solo in direzione Monza                                                    | 21,0  | MB   |
|                                                                                 | Carate Brianza Sud                                                                                  | 22,5  | MB   |
|                                                                                 | Carate Brianza Nord Solo uscita in direzione Lecco                                                  | 23,0  | MB   |
|                                                                                 | Verano Brianza Sud                                                                                  | 24,0  | MB   |
|                                                                                 | Giussano - Erba (via Vecchia Valassina) Entrata in direzione Monza e uscita in direzione Lecco      | 24,5  | MB   |
|                                                                                 | Verano Brianza Nord - Robbiano                                                                      | 25,3  | MB   |
|                                                                                 | Arosio - Briosco                                                                                    | 28,5  | MB   |
|                                                                                 | Fornaci Entrata e uscita solo in direzione Monza                                                    | 29,3  | MB   |
|                                                                                 | Capriano                                                                                            | 30,4  | MB   |
|                                                                                 | Veduggio con Colzano                                                                                | 31,6  | MB   |
|                                                                                 | Nibionno GaggioEntrata in direzione Monza, uscita in direzione Lecco                                | 32,4  | LC   |
|                                                                                 | Briantea Como - Bergamo                                                                             | 33,3  | LC   |
|                                                                                 | Bulciago z.i. Berio                                                                                 | 34,4  | LC   |
|                                                                                 | Costa Masnaga Sud                                                                                   | 35,0  | LC   |
|                                                                                 | Costa Masnaga Est                                                                                   | 35,7  | LC   |
|                                                                                 | Garbagnate Monastero                                                                                | 36,6  | LC   |
|                                                                                 | Molteno Sud                                                                                         | 37,2  | LC   |
|                                                                                 | Molteno Nord                                                                                        | 37,9  | LC   |
|                                                                                 | Bosisio Parini                                                                                      | 39,5  | LC   |
|                                                                                 | Annone                                                                                              | 41,0  | LC   |
|                                                                                 | Como - Erba Suello - Cesana                                                                         | 43,0  | LC   |
|                                                                                 | Civate - Oggiono                                                                                    | 44,5  | LC   |
|                                                                                 | Pescate - Garlate Entrata in direzione Colico, uscita in direzione Monza                            | 49,7  | LC   |
|                                                                                 | Lecco Bione Cisano Bergamasco                                                                       | 51,0  | LC   |
|                                                                                 | Lecco - Ospedale Manzoni Raccordo Valsassina Entrata in direzione Monza, uscita in direzione Colico | 53,0  | LC   |
|                                                                                 | Lecco No uscita in direzione Monza                                                                  | 54,7  | LC   |
|                                                                                 | Lecco Caleotto No entrata in direzione Monza                                                        | 55,9  | LC   |
|                                                                                 | Lecco Nord Entrata in direzione Colico, uscita in direzione Monza                                   | 59,9  | LC   |
|                                                                                 | Abbadia Lariana Entrata in direzione Monza, uscita in direzione Colico                              | 62,4  | LC   |
|                                                                                 | Mandello del Lario - Maggiana Entrata in direzione Colico, uscita in direzione Monza                | 65,2  | LC   |
|                                                                                 | Bellano - Valsassina nord                                                                           | 85,4  | LC   |
|                                                                                 | Dervio SP62-Valvarrone Entrata in direzione Monza, uscita in direzione Colico                       | 89,9  | LC   |
|                                                                                 | Piona Entrata in direzione Monza, uscita in direzione Colico                                        | 95,4  | LC   |
|                                                                                 | Colico zona industriale Solo uscita in direzione Colico                                             | 101,2 | LC   |
|                                                                                 | Colico dello Stelvio - Sondrio - Passo dello Stelvio                                                | 101,4 | LC   |

## Sicurezza

### Cedimento del cavalcavia di Annone di Brianza (LC)
Alle 17:20 del 28 ottobre 2016 nei pressi di Annone di Brianza, in provincia di Lecco, in corrispondenza del Km 44+180, il viadotto di competenza provinciale che collega i comuni di Oggiono e Suello ha ceduto improvvisamente sulle carreggiate sottostanti a seguito del passaggio di un camion che trasportava un pesante carico (di 107,5 tonnellate, quindi in regola con l'autorizzazione al trasporto di 108 tonnellate) di bobine d'acciaio. Nell'incidente sono rimaste coinvolte 5 persone di cui 3 bambini mentre il conducente di una delle due vetture rimaste schiacciate dal crollo del ponte è deceduto.

Intorno alle 14 dello stesso giorno il cantoniere addetto alla sorveglianza del tratto di strada statale interessata aveva sollecitato la provincia all'immediata chiusura della strada provinciale 49 a seguito del distacco di alcuni calcinacci dal manufatto, disponendo immediatamente la loro rimozione e la conseguente parzializzazione delle carreggiate in corrispondenza del cavalcavia. A seguito dell'incidente la Procura di Lecco ha aperto un'inchiesta per omicidio e disastro colposi contemporaneamente all'interesse della vicenda da parte del ministro delle Infrastrutture e dei Trasporti Graziano Delrio che ha subito convocato una commissione ispettiva per verificare i fatti.
Nel 2009 lo stesso viadotto era stato chiuso al traffico alcuni mesi per lavori di consolidamento necessari al ripristino delle condizioni di sicurezza e funzionalità della struttura a seguito del danneggiamento da parte di un mezzo pesante fuori sagoma.

### Frana di Gallivaggio
Alle 16:30 del 29 maggio 2018 è collassata la frana di Gallivaggio, in Valchiavenna. Sotto stretta sorveglianza del Centro di Monitoraggio Geologico (CMG) di Arpa Lombardia dal 13 aprile, quando si è verificata la prima caduta di massi, il dissesto aveva raggiunto una velocità di circa 2cm/h nelle fasi precedenti il crollo.
Dal sorvolo effettuato dai tecnici Arpa nei minuti immediatamente successivi alla caduta della frana, i danni provocati alla viabilità della sottostante SS 36, che era stata nuovamente chiusa al traffico da una settimana, e al Santuario della Madonna di Gallivaggio non sembravano particolarmente significativi. L’attività di monitoraggio è proseguita incessantemente per verificare la stabilità dei nuovi fronti rocciosi venuti alla luce a seguito del collasso di parte della parete e sono stati effettuati numerosi sopralluoghi e rilievi tramite droni nella zona coinvolta.
La frana di Gallivaggio, nel Comune di San Giacomo Filippo, in provincia di Sondrio, era monitorata dal 2011 e già fra dicembre 2017 e febbraio 2018 il CMG ne aveva già segnalato i movimenti anomali agli enti competenti.
Dopo la caduta dei primi massi del 13 aprile, nella mattinata di giovedì 24 maggio 2018 il CMG aveva comunicato il superamento della soglia di moderata criticità, attivando la propria sala operativa h24 per seguire l’evolversi dei movimenti della frana e garantire il perfetto funzionamento dei sistemi di monitoraggio. Sempre giovedì, nel tardo pomeriggio, si era poi riscontrato anche il superamento della soglia successiva di elevata criticità.
Da allora in poi la frana è stata tenuta ancor più sotto stretto controllo fino a quando, il 28 maggio 2018, il report del CMG ha evidenziato il progredire dell’accelerazione e il manifestarsi di una situazione di estrema pericolosità. I dati raccolti a seguito dei sopralluoghi effettuati la sera precedente e nel pomeriggio del 29 maggio hanno infine fornito un ulteriore aggiornamento: la frana procedeva a una velocità di circa 2cm/h e la situazione era ormai prossima al collasso, avvenuto alle 16:30 dello stesso giorno.

### Problemi strutturali della galleria Monte Piazzo
Un punto critico della SS 36 è la galleria Monte Piazzo: un tunnel fragile e problematico sul territorio di Colico da cui dipendono i collegamenti stradali tra Lecco e la Valtellina. La lunghezza di questo è di 2522 m all’interno della montagna, scavati in una zona instabile: le due canne, in particolare quella di valle, fin dalla loro costruzione persistono in un pericoloso scivolamento verso il lago sottostante. Tutti i rilievi e gli studi realizzati negli anni confermano che il traforo Monte Piazzo, per sua stessa natura, è sempre stato e sarà sempre a rischio: la galleria scivola verso il lago perché è stata realizzata in un costone instabile, staccato dal Monte Legnone.
Il 10 maggio 2013 la canna sud era stata chiusa alla circolazione veicolare per i lavori di manutenzione straordinaria ed era la canna nord a farsi carico di tutto il traffico in entrambe le direzioni. Una situazione già critica che è collassata definitivamente: si sono verificate alcune lesioni nel rivestimento esistente e irregolarità altimetriche sul piano viabile della canna di monte della galleria Monte Piazzo, nel tratto a doppio senso di circolazione. Il previsto controllo tecnico ha fatto emergere alcune anomalie, immediatamente monitorate e, a seguito dell’incremento delle spinte gravanti sul rivestimento della galleria. Quindi il tunnel venne interdetto al transito in entrambe le direzioni di marcia: per circa un mese il traffico fu deviato lungo la SP 72, incapace di reggere l'ingente volume di traffico veicolare.
Per oltre un mese la Valtellina rimase di fatto isolata, con enormi perdite economiche per il commercio, le industrie e anche per il turismo. Nonostante i lavori di consolidamento conclusi nel 2014, questo scenario rischia di ripetersi e la galleria rischia di essere nuovamente impraticabile, replicando la situazione venutasi a creare nel 2013: Colico, la Valtellina e la Valchiavenna rischiano di rimanere isolate dal punto di vista viario.

### Chiusura invernale del Passo dello Spluga
Durante la stagione autunnale e invernale, il Passo dello Spluga (tratto montuoso finale della SS 36) viene chiuso (a fasce orarie o totalmente, a seconda del periodo e delle condizioni atmosferiche) al transito veicolare, onde evitare incidenti causati dalle condizioni della strada (già critiche anche durante il normale periodo di esercizio primaverile-estivo), aggravate dalle condizioni climatiche autunnali-invernali. 
Inoltre sul versante Svizzero la neve non viene spazzata per fare spazio al comprensorio sciistico di Splugen e l'ultima località raggiungibile è l'abitato di Montespluga.

### Altre criticità
I trafori del Monte Barro e del San Martino, in caso di forti e ingenti precipitazioni, spesso sono oggetto di chiusure parziali o totali alla circolazione veicolare a causa di allagamenti causati dall'ingente quantità di acqua piovana ristagnante nei tunnel, non dotati di sistemi adeguati allo smaltimento di quest'ultima.
Inoltre, sovente, sui tratti di superstrada che da Lecco porta al Trivio di Fuentes e sui tratti di strada che da Chiavenna porta al Passo dello Spluga che costeggiano versanti rocciosi, si verificano cadute di materiale roccioso che talvolta rappresentano un serio pericolo per i veicoli in transito.

## Polemiche
Nel marzo 2011 il viceprocuratore generale della Corte dei Conti del Lazio, Massimiliano Minerva, ha avviato una richiesta per risarcimenti per oltre 56 milioni di euro a seguito di un'indagine del gruppo per la tutela della spesa della Finanza di Roma.
Nell'ottobre 2011 il pubblico ministero ha disposto l'archiviazione dell'istruttoria.
Il contenzioso ha riguardato 4 km di vari progetti di riqualifica (vedi sopra) non ancora finiti dopo 10 anni e affidati con una gara a Impregilo S.p.A. Per questi lavori di varia natura, tra cui una galleria urbana lunga circa 1800 m, l'importo complessivo a carico dello Stato e degli enti locali finanziatori dovrebbe assommare a circa 230 milioni di euro, una cifra prossima al doppio dell'importo preventivato all'inizio dei lavori.

## Diramazioni
| Numerazione | Nome                            | Inizio                        | Fine     | Lunghezza | Note                           |
| ----------- | ------------------------------- | ----------------------------- | -------- | --------- | ------------------------------ |
| SS 36 racc  | Raccordo Lecco-Valsassina       | Innesto SS 36 presso Lecco    | Ballabio | 9,0 km    |                                |
| SS 36 dir   | del Lago di Como e dello Spluga | Innesto SS 36 presso Pianazzo | Madesimo | 1,2 km    | declassificata in SP1 nel 2001 |